# Albert Van den Branden
Albert Van den Branden (23. ožujka 1910.) je bivši belgijski hokejaš na travi. 
Na hokejaškom turniru na Olimpijskim igrama 1936. u Berlinu je igrao za Belgiju. Belgija je ispala u 1. krugu. Osvojila je 3. mjesto u skupini "C". Nesretnim porazom od posljednje u skupini, Švicarske, koja je dotad ubilježila samo dva poraza, Belgija je ispala iz borbe za odličja, iako joj je i bod bio dovoljan. Odigrao je jedan susret na mjestu napadača.

## Vanjske poveznice
- Profil na Sports-Reference.com  Arhivirana inačica izvorne stranice od 14. prosinca 2012. (Wayback Machine)